# وزارة شؤون المرأة (فلسطين)
وزارة شؤون المرأة الفلسطينية هي وزارة فلسطينية أنشئت لاحقًا بعد سنوات من تأسيس السلطة الوطنية الفلسطينية. تتولى الوزارة رعاية حقوق نساء دولة فلسطين.

## نشأة الوزارة
أنشئت وزارة شؤون المرأة الفلسطينية في نوفمبر عام 2003 في عهد السلطة الوطنية الفلسطينية، حيث صدر مرسوم رئاسي من قبل الرئيس ياسر عرفات يقضي بتأسيسها، وقد تولت زهيرة كمال الحقيبة الوزارية كأول وزير للوزارة.

## رؤية الوزارة
تطمح وزارة شؤون المرأة الفلسطينية للوصول إلى مجتمع فلسطيني تتمتع فيه النساء بحقوق المواطنة والفرص إلى جانب الرجال.

## مهام الوزارة
تتمحور مهام وزارة شؤون المرأة الفلسطينية في عدد من القضايا، منها زيادة مشاركة النساء في مواقع صنع القرار، وتخفيض نسبة العنف الموجه ضد المرأة الفلسطينية، إضافة لتحسين الخدمات الصحية والاجتماعية والتعليمية لنساء دولة فلسطين.

## وصلات خارجية
- الموقع الرسمي لوزارة شؤون المرأة الفلسطينية